# Нікішата
Нікіша́та (рос. Никишата) — присілок у складі Афанасьєвського району Кіровської області, Росія. Входить до складу Борського сільського поселення.
Населення становить 13 осіб (2010, 22 у 2002).
Національний склад станом на 2002 рік — росіяни 82 %.